# Joachim Gauck
Joachim Gauck (Rostock, 24 gennaio 1940) è un politico e attivista tedesco, presidente federale della Germania dal 2012 al 2017.

## Biografia
Pastore protestante e attivista per i diritti umani ai tempi della Germania Est, negli anni della fine del regime Gauck fu una figura di spicco del movimento Nuovo Forum, il primo movimento d'opposizione a essere riconosciuto dal Partito Socialista Unificato di Germania (SED) allora al potere. Nelle prime e uniche elezioni libere tenutesi nella RDT, Gauck fu eletto deputato e, su incarico della Volkskammer, divenne presidente della commissione speciale per il controllo dello scioglimento della Stasi..
A partire dal 3 ottobre 1990, Gauck diresse l'autorità che aprì e investigò sugli atti contenuti negli archivi della Stasi. Dopo due mandati, nell'ottobre 2000, la carica passò a Marianne Birthler. Da allora egli continuò il suo impegno politico con numerose conferenze e attività mediatiche, ad esempio come presidente dell'associazione Gegen Vergessen – Für Demokratie (Contro l'oblio - Per la democrazia). Fu inoltre uno dei fautori della dichiarazione di Praga sui crimini del comunismo. Gauck ebbe numerosi riconoscimenti per i suoi meriti e per le sue pubblicazioni.
La candidatura di Gauck all'elezione del presidente della Repubblica Federale di Germania, nel 2010, trovò un ampio sostegno mediatico e popolare, con un 42% di intervistati che si esprimevano a suo favore. Nei tre scrutini però fu superato dal candidato proposto dai partiti di governo, Christian Wulff.
Nel 2012, dopo le dimissioni di Wulff, viene candidato a presidente federale da CDU, CSU, FDP, SPD e Alleanza '90 – I Verdi, cioè dalla grande maggioranza delle forze politiche in Parlamento (rimane fuori solo Die Linke). È eletto presidente alla prima votazione il 18 marzo.